# 教育及職業博覽

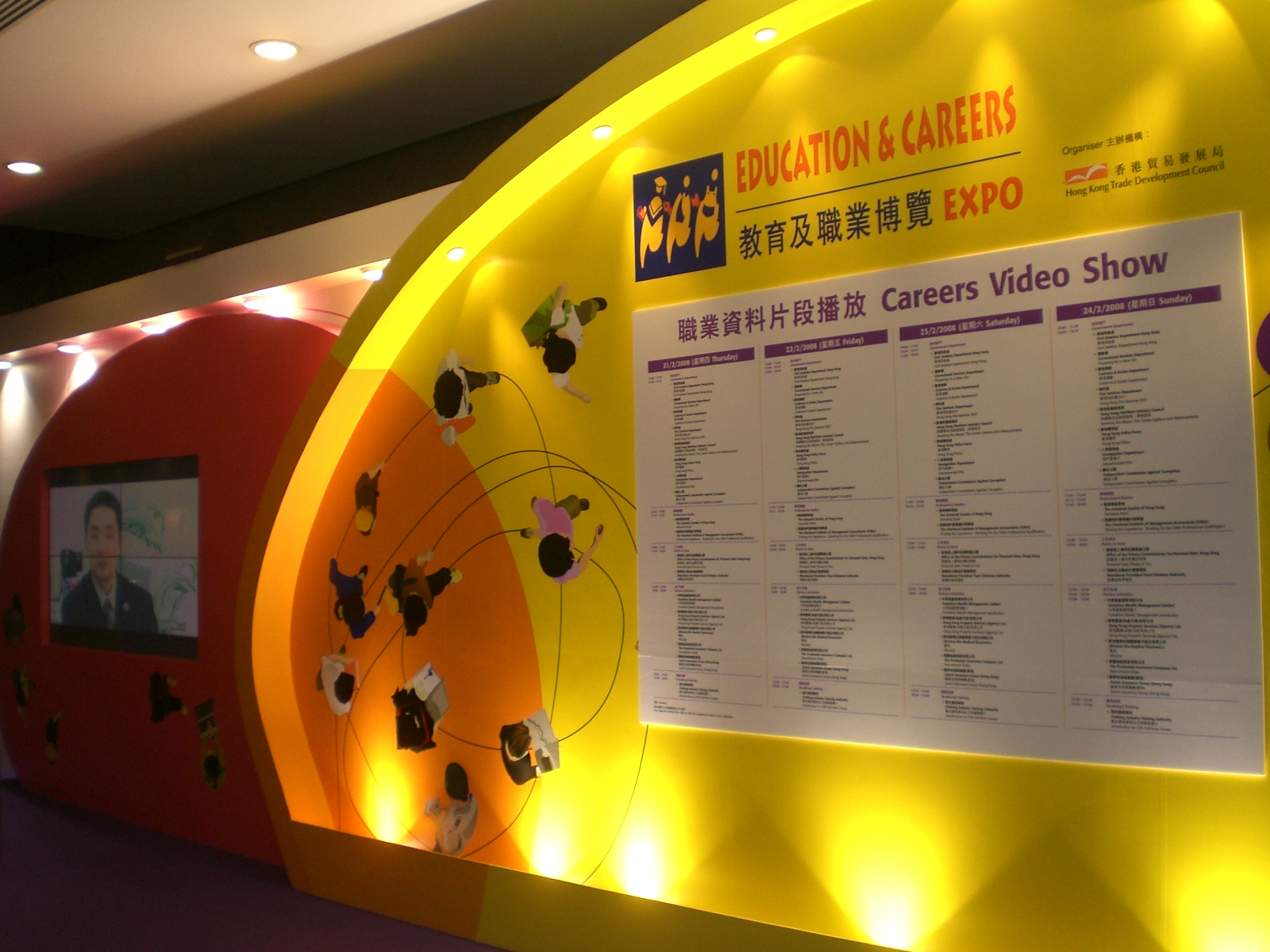
教育及職業博覽2008

教育及職業博覽，是香港每年的重要展覽會之一，由香港貿易發展局主辦。
而2008年，在2月21日起連續4天，假香港灣仔香港會議展覽中心舉行，吸引到過500家參展商，他們包括有香港大專院校、有名企業、國際專業團體、還有香港政府部門，如香港警務處、香港消防處、廉政公署及香港海關等，為香港市民認識升學及就業規劃前景。

## 外部連結
- 官方网站
- 香港嬰兒用品展網址[]
- 香港國際茶展網址 （页面存档备份，存于）